# Parfokal
Der Begriff parfokal beschreibt eine optische Eigenschaft von Zoomobjektiven.
Zoomobjektive, deren Fokus während des Zoomens, nämlich während der Änderung der Brennweite, gleich bleibt, werden als parfokale Objektive bezeichnet.
Ein parfokales Objektiv ermöglicht bei Videokameras, während der Aufzeichnung zu zoomen, ohne dabei fokussieren zu müssen.
Ein parfokales Objektiv ermöglicht bei Fotokameras und Videokameras eine präzisere Fokussierung, indem mit der größten Brennweite fokussiert wird und dann (mit gleich bleibendem Fokus) auf den gewünschten größeren Bildausschnitt gezoomt wird.
Die meisten handelsüblichen wechselbaren Zoomobjektive sind parfokale Objektive.
Objektive mit änderbarer Brennweite, die nicht parfokale Objektive sind, werden in der Fachsprache als Variofokusobjektive bezeichnet. In der Umgangssprache und in der Werbung werden auch solche Objektive oft als Zoomobjektive bezeichnet.
Wechselbare Variofokusobjektive wurden vor 1980 hergestellt und spielten keine wichtige Rolle. Eingebaute Objektive, die elektromotorisch gezoomt und fokussiert werden, können Variofokusobjektive sein. Diese Besonderheit soll jedoch dem Nutzer verborgen bleiben.